# Морська геодезія
Морська геодезія — розділ геодезії, який вивчає та уточнює параметри фігури та гравітаційного поля фізичної поверхні морів і океанів, а також вивчення топографії і гравітаційного поля дна океанів і морів. Морська геодезія визначає місця розташування об'єктів на морській поверхні в гідросфері, на дні морів і океанів у єдиній системі координат.
Морські геодезичні роботи виконуються для :
- визначення місця розташування морських об'єктів. Це можуть бути надводні та підводні, стаціонарні або рухомі судна, підводні, надводні або донні геодезичні знаки; бурові платформи, естакади; установки для виконання океанографічних та океанологічних досліджень;
- всебічне і детальне вивчення геоїда в межах Світового океану і його фізичної поверхні.